# Janek Mäggi
Janek Mäggi (né le 5 septembre 1973) est un homme politique estonien membre du Parti du centre.

## Biographie
Janek Mäggi étudie le droit à l’université de Tartu d’où il sort diplômé en 1999.
Après la démission de Jaak Aab en avril 2018, Mäggi est proposé par le Parti du centre pour le remplacer. Cette suggestion est validée par Jüri Ratas et Kersti Kaljulaid, il devient donc en mai 2018 ministre des Administrations publiques au sein du gouvernement Ratas I.
Il a été président de la Fédération mondiale du jeu de dames de 2017 à 2021.